# Client (Band)
Client ist eine 2001 gegründete britische Electropop-Band.

## Geschichte

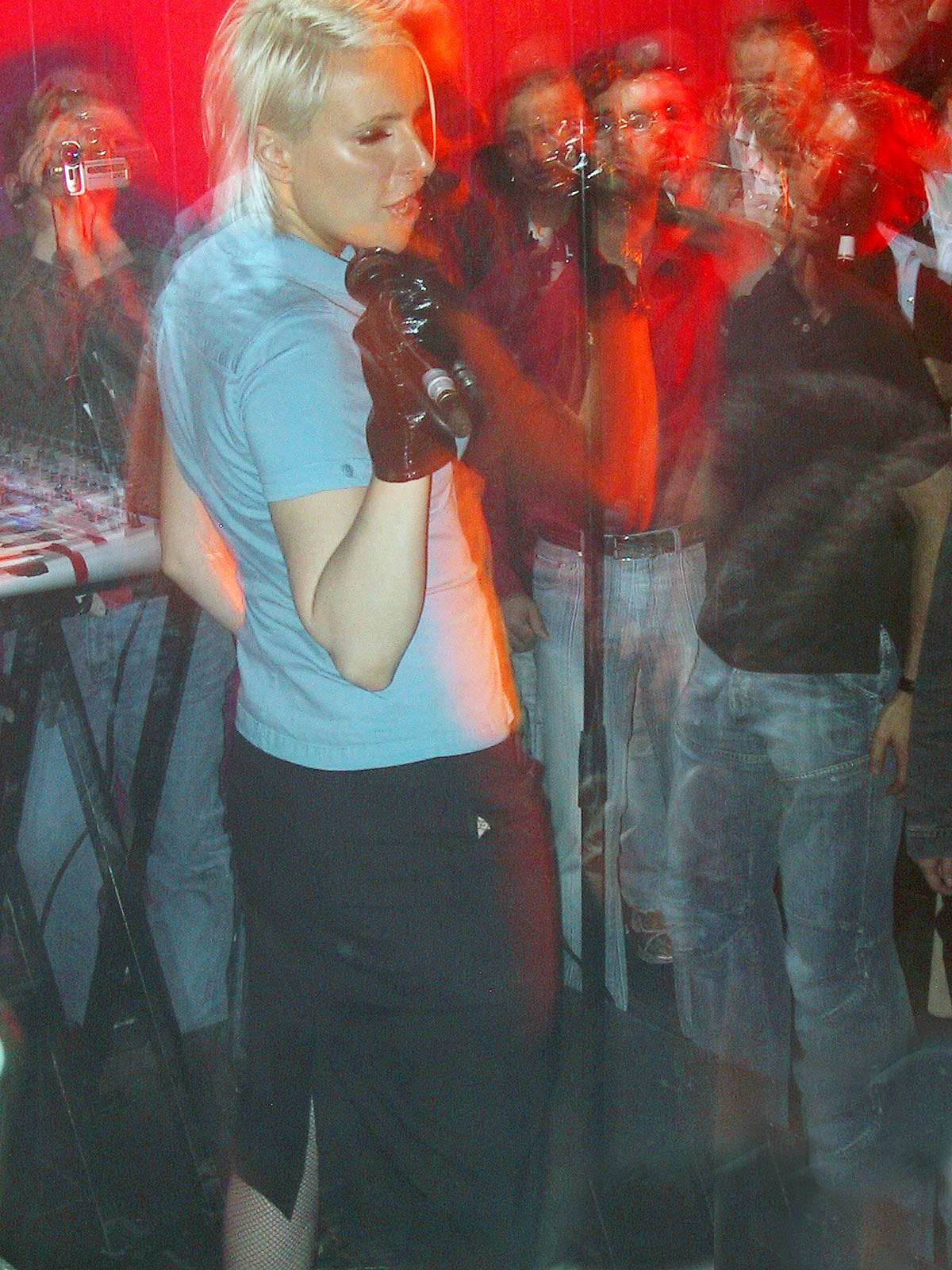
Client B bei einem Club-Konzert im Hotel Shanghai, 2005

Client startete im Jahr 2001 zunächst als Duo bestehend aus Kate Holmes (aka „Client A“, ex-Technique) und Sarah Blackwood (aka „Client B“, ex-Dubstar). Ende 2005 wurde aus dem Duo ein Trio: Emily Mann stieß unter dem Namen Emily Strange (aka Client E) als Bassistin zur Band. 2007 wurden sie bei einigen Auftritten von Robert Görl (DAF) am Drumpad und dem Fad-Gadget-Gitarristen Günther Bernhard unterstützt. 2007 schied Client E aus. Live wird die Band durch ein wechselndes drittes Mitglied Client C (aka Charlotte Hatherley, ex Ash) Client M (alias Mush) oder Client R (alias Ruth) unterstützt.
Erstmals bekannt wurden Client, als sie 2001 neben Fad Gadget im Vorprogramm von Depeche Mode auftraten. Depeche-Mode-Keyboarder Andrew Fletcher nahm sie bei seinem Label Toast Hawaii unter Vertrag nahm. Im Jahr 2005 waren sie Support für Erasure.
Client zeichnen sich durch rege Club- und Konzerttätigkeit aus. Mit Radio, Pornography und In It For The Money hatten sie bereits drei Charteinträge in den britischen Charts. 2007 schaffte Drive es als erste Client Single in die Deutschen Charts.
Im Jahr 2010 verließ Sarah Blackwood die Band. 2013 wurde das Video zur neuen Single You Can Dance mit der neuen Sängerin Nicole Thomas alias „Client N“ veröffentlicht. 2014 erschien das Studioalbum Authority.

## Diskografie

### Studioalben
- 2003: Client
- 2004: City
- 2007: Heartland
- 2009: Command
- 2014: Authority

### Internetalben
(nur oder primär als Download erhältlich)
- 2004: Going Down (Remixes vom Album "Client")
- 2006: The Rotherham Sessions (Demoversionen von Songs des 3. Albums)

### Weitere Alben
- 2005: Live at Club Koko
- 2006: Metropolis (Remixes und B-Sides vom Album "City")
- 2008: Untitled Remix (Remixes und B-Sides sowie unreleased Kollaborationen aus der Heartland Ära)

### Singles
- 2003: Price of Love
- 2003: Rock and Roll Machine
- 2003: Here and Now
- 2004: In It for the Money
- 2004: Radio
- 2005: Pornography
- 2006: Zerox Machine (Adam And The Ants Cover)
- 2006: Lights Go Out
- 2007: Drive
- 2007: It's Not Over
- 2009: Can You Feel (Download-Only)
- 2009: Make Me Believe in You (Download-Only)
- 2013: You Can Dance
- 2014: Refuge

### Kollaborationen
- 2004: Pete Doherty – Down to the Underground
- 2004: Carl Barât – Pornography
- 2004: Martin L. Gore – Overdrive
- 2005: Réplica – Sorry
- 2005: Moonbootica – Falling (erschien auf dem Album Moonbootica)
- 2005: Die Krupps – Der Amboss feat. Client (erschien auf der MCD Wahre Arbeit, Wahrer Lohn)
- 2007: Douglas McCarthy von Nitzer Ebb – Suicide Sister